# Natalia Strzałka
Natalia Strzałka (4 agosto 1997) è una lottatrice polacca, specializzata nella lotta libera.

## Palmarès
- Europei

Budapest 2022: bronzo nei 68 kg.